# Thomas van Aalten
Thomas van Aalten (Huissen, 26 settembre 1978) è uno scrittore olandese.

## Biografia
Ha debuttato con una storia nel magazine letterario Zoetermeer, a 19 anni. Van Aalten ha scritto i romanzi Sneeuwbeeld (2000), Tupelo (2001) e Sluit Deuren en Ramen (2003) e numerosi altri articoli per riviste come 3VOOR12, Passionate, VARA TV Magazine, ELLE, Revu e Vrij Nederland. Lo stile di Van Aalten è caratterizzato da dialoghi assurdi, atmosfere paurose e strani personaggi.